# Chris Samnee
Chris Samnee est un dessinateur américain de comics. Il a reçu le Harvey Award 2011 pour Most Promising Newcomer pour son travail sur le roman graphique Capote in Kansas chez Oni Press et le Eisner Award 2013 du meilleur dessinateur/encreur pour son travail sur The Rocketeer: Cargo of Doom et son Daredevil. Il a également été nommé en 2006 pour le Russ Manning Award.

## Biographie

### Jeunesse
Chris Samnee a grandi à Saint-Louis (Missouri) ou aux environs. Ses premières expériences avec les super-héros viennent du dessin animé Super Friends. Il ne connaît pas les comics dont le dessin animé est tiré avant que sa grand-mère lui en achète un, un Batman qu'il lit à l'âge de cinq ou six ans et qui devient son personnage préféré. Il commence à copier le travail des artistes des années 1980 dont il peut voir le travail, comme Tom Mandrake, Jim Aparo et Alan Davis. Il cherche aussi qui a influencé ces artistes, comme l'artiste de comic strip Milton Caniff, dont Samnee lit une interview dans Comics Journal et qui a été une influence d'Aparo, et Frank Robbins. La grand-mère de Samnee l'encourage à étendre ses lectures aux strips de Dick Tracy trouvés dans une collection à la bibliothèque locale. Durant son adolescence, il est également intéressé par les anime et manga japonais.
Samnee avait environ dix ans quand il a réalisé qu'il voulait devenir auteur de comics. Il convainquit ses parents de faire une heure et demie de route pour l'amener à l'aéroport Holiday Inn, où des conventions de comics locales avaient lieu, et où il bombarde les scénaristes et les dessinateurs de questions pour savoir comment devenir auteur et percer dans l'industrie. Le dessinateur de Conan Mike Doherty, qui lui conseille quoi dessiner et lui donne quelques planches Marvel Comics 11 x 14 sur lesquelles dessiner. Samnee était si impressionné d'avoir des planches professionnelles au logo de Marvel qu'il n'a pas pu se résoudre à dessiner dessus et dans une interview de 2013, a indiqué qu'il les avait toujours.

### Carrière
Samnee avait quinze ans quand sa première œuvre a été publiée : les illustrations pour une histoire de huit pages dans le style des Batman de l'Âge d'argent, pour le livre Big Bang Comics de Gary Carlson, publié par Image Comics. Il n'a pas été payé pour ce travail, mais l'a utilisé comme tremplin vers sa carrière professionnelle. Il continue à faire de petits boulots, comme caricaturiste de marché aux puces, pizzaiolo, installateur du câble jusqu'à trouver des travaux d'illustration payés. Il fait notamment des illustrations pour FemForce pour AC Comics tout en travaillant comme barista pour Borders Books. Il dessine le roman graphique Capote in Kansas pour Oni Press vers 2004 ou 2005 et en fait l'encrage à cause du manque de budget pour un encreur. L'œuvre est publiée en 2006 et est nommé pour le Russ Manning Award. Il continue depuis à encrer ses dessins, décrivant ses crayonnés comme « tout simplement affreux » et affirmant ne pas vouloir les montrer à un encreur.
Alors qu'il travaillait toujours à Borders, il a signé un contrat pour un roman graphique chez Vertigo. Durant les mois que le scénariste a passé sur le scénario, Samnee a travaillé sur plusieurs histoires courtes :  American Splendor, un épisode d’Exterminators pour lequel Tony Moore l'avait recommandé, et trois épisodes de Queen & Country avec le scénariste Greg Rucka, ainsi qu'un épisode de Area 10 pour  Vertigo.
En 2009, Samnee a dessiné une histoire écrite par  Ed Brubaker pour Daredevil #500. La même année, il dessine The Mighty pour DC Comics, travaillant avec le scénariste  Peter J. Tomasi, qui l'a plus tard recommandé pour dessiner quelques histoires courtes qu'il a écrit pour le crossover DC 2009-2010 Blackest Night. Tomasi a également plus tard embauché Samnee pour la dernière partie de sa série en creator-owned chez Image Comics, Battlegrounds, quand le premier dessinateur  Peter Snejbjerg, a été forcé d'arrêter avant la fin.
En 2010, Nate Cosby lui confie l'illustration de  Thor: The Mighty Avenger. Bien que Samnee ait au début craint de ne pas être le meilleur choix possible pour ce personnage, il a accepté après avoir lu le scénario de Roger Langridge, ce qui lui a valu d'être remarqué par les lecteurs de comics de super-héros, ainsi que le Harvey Award 2011 du Most Promising New Talent, ainsi que les nominations pour meilleur dessinateur et meilleure nouvelle série. Il a dessiné les huit épisodes de la série, avant qu'elle ne soit annulée en mars 2011. En 2010 toujours, il dessine Serenity: The Shepherd's Tale, ainsi que l'histoire courte Serenity: Downtime, deux comics scénarisés par Zack Whedon et situés dans l'univers de la franchise Firefly.
En 2012, Samnee a dessiné Ultimate Comics: Spider-Man no 6. La même année, il est revenu sur Daredevil, en tant que dessinateur régulier de la série aux côtés du scénariste Mark Waid, commençant avec l'épisode 12. Il est resté sur la série jusqu'à l'épisode 36 et lui comme Waid sont restés l'équipe créative quand Marvel a relancé la série avec un nouveau numéro 1 en avril 2014.

### Vie personnelle
Samnee n'a pas dessiné les épisodes 28 et 29 de Daredevil afin que lui et sa femme puissent passer du temps avec leur nouveau-né.

## Techniques et matériaux
Samne utilise du papier bristol Strathmore série 300 à deux plis. Il n'utilise pas de crayons bleus inactiniques ou d'autre équipement vendu en magasin spécialité, mais des porte-mines .9 mm vendus en grande surface. Pour l'ancrage, il a longtemps utilisé des pinceaux Rafael 8404 numéros 3, 4 et 5, mais s'est rendu compte qu'il était plus pratique en convention d'utiliser des stylos-pinceaux qu'il pouvait ranger dans des trousses et éliminaient le besoin de nettoyage et le risque de faire couler de l'encre, et il a commencé à en faire un usage professionnel également. Les modèles qu'il utilise incluent des Zebra et Kuretake, mais l'essentiel de son travail est fait avec un Pentel de couleur.

## Prix et nominations
- 2011 : Prix Harvey du nouveau talent le plus prometteur pour Thor: The Mighty Avenger
- 2013 : Prix Eisner du meilleur dessinateur/encreur (ex-aequo avec David Aja) pour son travail sur Daredevil et Rocketeer: Cargo of Doom[2]
- 2014 :  Prix Haxtur du meilleur dessin pour Elektra

### Nominations
- Russ Manning Most Promising Newcomer Award 2006 (pour Capote in Kansas)[3]
- Harvey Award 2011 du meilleur dessinateur (pour Thor: The Mighty Avenger)[1]
- Harvey Award 2011 de la meilleure nouvelle série (pour Thor: The Mighty Avenger)[1]